# Poniedziałek (ścieżka dźwiękowa)
Muzyka z filmu Poniedziałek – album ze ścieżką dźwiękową do filmu Poniedziałek z 1998 roku w reżyserii Witolda Adamka.

## Lista utworów
1. "Poniedziałek mnie nie lubi" – Bolec feat. Radoskór, P.S.F (muz. Bolec, sł. Bolec, Radoskór, P.S.F), lic. Pomaton EMI
2. "Poniedziałek" (instrumentalny) – Tomasz Stańko, lic. Alex ENT
3. "She's dancing" – Dynamind (muz. i sł. Dynamind i Przyjaciele), lic. Metal Mind Productions, pierwotnie na albumie Mix Your Style
4. "Serce Jelcyna" – Grzegorz Markocki (muz. Grzegorz Markocki, sł. Jarek Książek), lic. Alex ENT
5. "Szopka" – Bolec (muz. i sł. Bolec), lic. Pomaton EMI, pierwotnie na albumie Żeby było miło
6. "Devotion" – Agressiva 69 (muz. i sł. Bogusław Pezda), lic. Koch International
7. "Dementia Blvd" – Acid Drinkers (muz. Acid Drinkers, sł. Titus i Litza), lic. Metal Mind Productions, pierwotnie na albumie High Proof Cosmic Milk
8. "Troops of tomorrow" – Corozone (muz. i sł. The Exploited), lic. Metal Mind Productions, pierwotnie na albumie Heavy Rain Comes
9. "Latino" – Dynamind feat. Guzik (muz. i sł. Dynamind i Przyjaciele), lic. Metal Mind Productions, pierwotnie na albumie Mix Your Style
10. "Tai" (instrumentalny) – Agressiva 69 (muz. i sł. Bogusław Pezda), lic. Koch International
11. "Burza" (instrumentalny) – Proletaryat (muz. i sł. Adam "Burza" Burzyński), lic. PPHU Eska
12. "She was soulless" (instrumentalny) – Agressiva 69 (muz. i sł. Bogusław Pezda), lic. Koch International
13. "Bujam się" – Bolec (muz. i sł. Bolec), lic. Pomaton EMI, pierwotnie na albumie Żeby było miło
14. "Moja tradycja" – Dezerter (muz. Robert Matera, sł. Krzysztof Grabowski), lic. Warner Music Poland, pierwotnie na albumie Ziemia jest płaska
15. "Wyrzucił mnie z roboty..." – Kukiz i Piersi (muz. Marek Kryjom, sł. Paweł Kukiz), lic. Pomaton EMI
16. "Żeby było miło" – Bolec (muz. i sł. Bolec), lic. Pomaton EMI, pierwotnie na albumie Żeby było miło
17. "Prayer in the evening" (instrumentalny) – Agressiva 69 (muz. i sł. Bogusław Pezda), lic. Koch International

Utwory 2 i 4 zostały nagrane na planie filmu.
(Opracowane na podstawie oryginalnej wkładki do płyty oraz internetowej witryny filmu na portalu Filmpolski.pl)

## Realizacja
- 2.47 Production Team – kompilacja
- Grzegorz Piwkowski – mastering
- Renata Pajchel, Arkadiusz Kośmider – projekt graficzny
- Anna Kęcik – redakcja